# انزالت لعظم (انزالت لعظم)
انزالت لعظم هي إحدى مشيخات المملكة المغربية، تتبع جغرافيا لإقليم الرحامنة وإداريًا لانزالت لعظم. يقدر عدد سكانها بـ 8385 نسمة حسب الإحصاء الرسمي للسكان والسكنى لسنة 2004.